# Ferrovie sotterranee di Sydney
Il sistema ferroviario sotterraneo di Sydney è composto da diverse sezioni, estensioni della principale rete suburbana e non segregate come un vero e proprio sistema di metropolitana. Il servizio è operato da Sydney Trains, una società pubblica del Nuovo Galles del Sud.
Le linee sono quattro:
- City Circle, la linea più vecchia ed è il più importante anello attorno alla città. La sua inaugurazione è stata nel 1926 e corre fra le stazioni Centrale, Town Hall, Wynyard, Circular Quay, St James e Museum
- Eastern Suburbs Line, la linea venne aperta nel 1979 e ha come capolinea Redfern e Bondi Junction, passando anche per la stazione centrale.
- Airport Line, la linea venne costruita per i Giochi olimpici del 2000
- Epping to Chatswood Rail Line, linea inaugurata nel 2009, che si snoda fra Epping e Stazione di Chatswood